# Liste der Ehrenbürger von Bad Muskau
Das Ehrenbürgerrecht ist die höchste Auszeichnung der Stadt Bad Muskau. Nach § 3 der Hauptsatzung der Stadt Bad Muskau kann sie das Recht an Personen verleihen, die sich in besonderem Maße um die Entwicklung der Stadt und das Wohl ihrer Bürger verdient gemacht haben. Über die Verleihung entscheidet der Stadtrat, vorschlagberechtigt sind der Bürgermeister und die Fraktionen Stadtrats. Seit 1856 wurden sieben Personen zum Ehrenbürger ernannt.
Hinweis: Die Auflistung erfolgt chronologisch nach Datum der Zuerkennung.

## Die Ehrenbürger der Stadt Bad Muskau
1. Carl Friedrich Christian Petzold (* 12. Juni 1773 in Königswalde/Neumark; † 19. September 1866 in Muskau)
Oberpfarrer und Superintendent
Verleihung am 28. April 1856
2. Karl Bruno Julius von Mudra (* 1. April 1851 in Muskau; † 21. November 1931 in Zippendorf)
General
Verleihung am 1. Februar 1915
3. Hermann Schüttauf (* 16. Dezember 1890 in Nieder-Planitz bei Zwickau; † 25. Februar 1967 in Dresden)
Garten- und Landschaftsarchitekt
Verleihung im September 1965
4. Hans Nadler (* 1. Juli 1910 in Dresden; † 8. Oktober 2005 in Dresden)
Denkmalpfleger, Sächsischer Landeskonservator
Verleihung im September 1965
5. Werner Manno (* 12. Mai 1913 in Muskau; 16. Oktober 2017)
Apotheker, Stadtverordneter
Verleihung im Oktober 2000
6. Karl-Heinz Carl (* 15. Januar 1927 in Erfurt; † 10. September 2012)[1]
Staatssekretär a. D.
Verleihung am 18. Februar 2005
7. Hermann von Pückler-Muskau (* 30. Oktober 1785 in Muskau; † 4. Februar 1871 in Branitz)
Standesherr, Landschaftsarchitekt, Schriftsteller und Weltreisender
Verleihung am 29. Oktober 2010[2]
8. Andreas Bänder (* 1952)
Bürgermeister
Verleihung am 28. August 2019[3]

## Quelle
- Ehrenbürger der Stadt Bad Muskau auf badmuskau.de